# جائزة إرنست شيرينغ

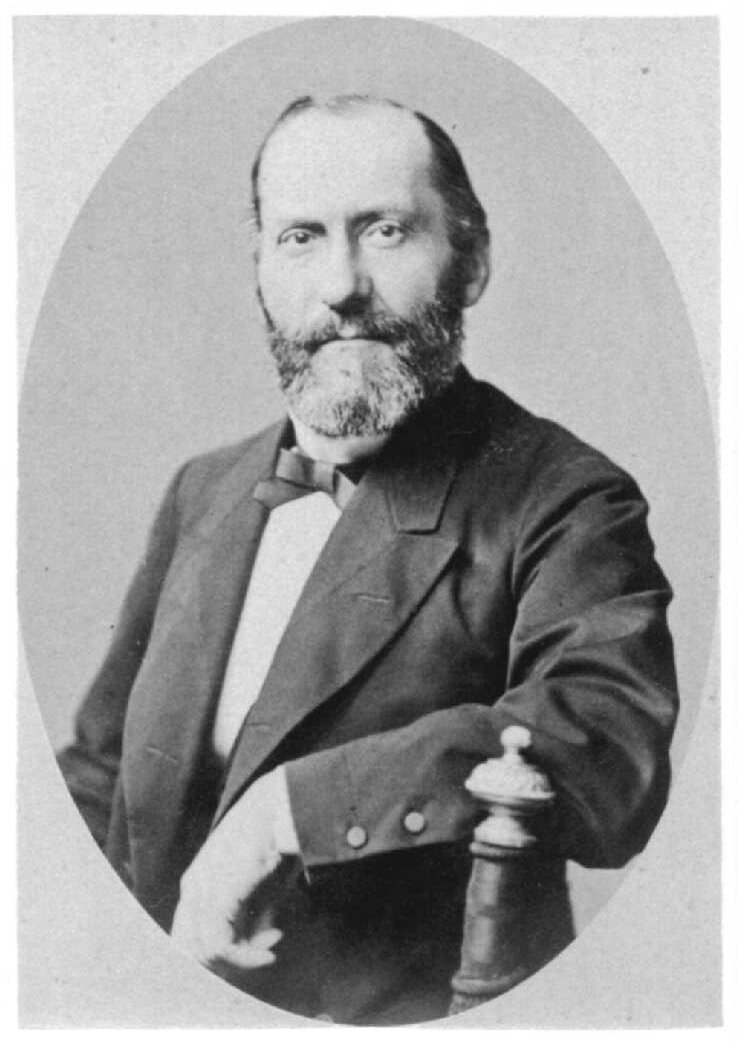
إرنست كريستيان فريدريش شيرينغ

جائزة إرنست شيرينغ هي جائزة تمنحها مؤسسة شيرينغ سنويا للبحوث في مجالات الطب والكيمياء وعلم الأحياء. تأسست الجائزة عام 1991 وتحمل اسم الصيدلاني والصناعي الألماني إرنست كريستيان فريدريش شيرينغ الذي أسس شركة شيرينغ. يبلغ مقدار الجائزة حاليا 50000 يورو.

## الحاصلون على الجائزة
هذه قائمة بالحاصلين على الجائزة (المصدر من هنا من موقع المؤسسة):
| السنة | الفائز بالجائزة              | الاختصاص أو مكان العمل                                                                              |
| ----- | ---------------------------- | --------------------------------------------------------------------------------------------------- |
| 1992  | بيتر سيبرغ                   | مركز علم الأحياء الجزيئي في جامعة هايدلبرغ                                                          |
| 1993  | كرستيانه نوسلاين فولهارد     | معهد ماكس بلانك لعلم الأحياء النمائي في توبينغن                                                     |
| 1994  | برت فوغلشتاين                | مركز الأورام في جامعة جونز هوبكينز                                                                  |
| 1995  | ياسوتومي نيشيزوكا            | جامعة كوبه، اليابان                                                                                 |
| 1996  | موسى يهوذا فوكمان            | مدرسة الطب، جامعة هارفارد                                                                           |
| 1997  | يوهان مولتزر                 | معهد الكيمياء العضوية في جامعة فيينا                                                                |
| 1998  | إلمه شليشتنغ                 | معهد ماكس بلانك لعلم الفسيولوجيا الجزيئية في دورتموند                                               |
| 1999  | مايكل بيريج                  | معهد بابراهام في كامبرج                                                                             |
| 2000  | تاكاو شيميزو                 | جامعة طوكيو                                                                                         |
| 2001  | كيرياكوس كوستا نيكولاو       | جامعة كاليفورنيا ومعهد سكريبس للأبحاث في سان دييغو في كاليفورنيا                                    |
| 2002  | يان ويلموت                   | معهد روزلين                                                                                         |
| 2003  | سفانتي بابو                  | معهد ماكس بلانك لعلم الإنسان التطوري في لايبزيغ                                                     |
| 2004  | رولاند ماكاي                 | المعهد الوطني للأمراض العصبية والسكتة في بيثيسدا وماريلاند                                          |
| 2005  | توماس توشل                   | مختبر علم الأحياء الجزيئي للحمض النووي الريبوزي في جامعة روكفلر في نيويورك                          |
| 2006  | فولفغانغ باومايستر           | معهد ماكس بلانك للكيمياء الحيوية في مارتينسريد، ألمانيا                                             |
| 2007  | كارولين روث برتوزي           | جامعة كاليفورنيا                                                                                    |
| 2008  | كلاوس رايفسكي                | جامعة هارفارد                                                                                       |
| 2009  | رودولف يانش                  | معهد وايتهيد، كامبريدج، ماساتشوستس                                                                  |
| 2010  | مارك فلدمان ورافندر نات ميني | معهد كندي لطب الرثية في كلية لندن الإمبراطورية                                                      |
| 2011  | برت ويليام أومالي            | كلية بايلور للطب                                                                                    |
| 2012  | ماتياس مان                   | معهد ماكس بلانك للكيمياء الحيوية في مارتينسريد، ألمانيا                                             |
| 2013  | فرانك كيركهوف                | معهد علم الفيروسات الجزيئي في المركز الطبي لجامعة أولم                                              |
| 2014  | ماجدالينا غوتز               | مديرة معهد أبحاث الخلايا الجذعية في هلمهولتز في ميونخ ورئيسة قسم علم الجينوم الوظيفي في جامعة ميونخ |
| 2015  | ديفيد ماكميليان              | أستاذ الكيمياء في جامعة برنستون                                                                     |
| 2016  | فرانتس-أولريش هارتل          | معهد ماكس بلانك للكيمياء الحيوية                                                                    |
| 2017  | إلي تاناكا                   | المعهد البحثي للباثولوجيا الجزيئية                                                                  |